# Piotr Gawroński
Piotr Gawroński (25 maart 1990) is een Pools wielrenner die van 2012 tot en met 2014 reed voor CCC Polsat Polkowice. Hoewel hij deel uitmaakte van het team dat de ploegentijdrit in de Ronde van Mazovië wist te winnen, werd zijn contract eind 2014 niet verlengd. Sindsdien is Gawroński niet meer actief als professioneel wielrenner.

## Overwinningen
2008
1e etappe Vredeskoers, Junioren
2010
 Europees kampioen op de weg, Beloften
2012
Jongerenklassement Szlakiem Grodów Piastowskich
Proloog Bałtyk-Karkonosze-Tour
2014
1e etappe Ronde van Mazovië (ploegentijdrit)

## Ploegen
- 2012- CCC Polsat Polkowice
- 2013- CCC Polsat Polkowice
- 2014- CCC Polsat Polkowice